# Selections
Selections è un album discografico di raccolta a nome di Martin Carthy & Dave Swarbrick, pubblicato dall'etichetta discografica Pegasus Records nel 1971.

## Tracce
Lato A
1. The Man of Burnham Town – 3:10 (Tradizionale; arrangiamento di Martin Carthy) – Tratto dall'album a nome di Martin Carthy with Dave Swarbrick: Byker Hill (1967)
2. Creeping Jane – 3:47 (Tradizionale; arrangiamento di Martin Carthy) – Tratto dall'album a nome di Martin Carthy and Dave Swarbrick: But Two Came By.... (1968)
3. The Irish Washerwoman / The Ash Plant – 3:03 (Tradizionale; arrangiamento di Martin Carthy / Tradizionale; arrangiamento di Dave Swarbrick) – Tratto dall'EP a nome di Martin Carthy and Dave Swarbrick: No Songs (1967)
4. Lucy Wan – 3:55 (Tradizionale; arrangiamento di Martin Carthy) – Tratto dall'album a nome di Martin Carthy with Dave Swarbrick: Byker Hill (1967)
5. Matt Hyland – 4:45 (Tradizionale; arrangiamento di Martin Carthy) – Tratto dall'album a nome di Martin Carthy and Dave Swarbrick: But Two Came By.... (1968)
6. The Wife of the Soldier – 1:32 (Bertolt Brecht, John Scott (Patrick John O'Hara Scott)) – Tratto dall'album a nome di Martin Carthy with Dave Swarbrick: Byker Hill (1967)

Lato B
1. The Banks – 2:14 (Tradizionale; arrangiamento di Martin Carthy e Dave Swarbrick) – Tratto dall'EP a nome di Martin Carthy and Dave Swarbrick: No Songs (1967)
2. The Bloody Gardener – 3:58 (Albert Lancaster Lloyd) – Tratto dall'album a nome di Martin Carthy with Dave Swarbrick: Byker Hill (1967)
3. Grey Daylight / Jenny's Chickens – 1:46 (Tradizionale; arrangiamento di Martin Carthy / Tradizionale; arrangiamento di Dave Swarbrick) – Tratto dall'EP a nome di Martin Carthy and Dave Swarbrick: No Songs (1967)
4. Gentleman Soldier – 2:32 (Tradizionale; arrangiamento di Martin Carthy) – Tratto dall'album a nome di Martin Carthy with Dave Swarbrick: Byker Hill (1967)
5. Long Lankin – 5:40 (Tradizionale; arrangiamento di Martin Carthy) – Tratto dall'album a nome di Martin Carthy and Dave Swarbrick: But Two Came By.... (1968)
6. Davy Lowston – 3:09 (Albert Lancaster Lloyd) – Tratto dall'album a nome di Martin Carthy with Dave Swarbrick: Byker Hill (1967)

## Musicisti
- Martin Carthy - voce, chitarra
- Dave Swarbrick - fiddle, violino, mandolino